# Sugata Mitra
Sugata Mitra (Calcutta, 12 febbraio 1952) è un informatico e pedagogista indiano.
Sugata Mitra è professore di tecnologia didattica presso la School of Education, Communication and Language Sciences dell'Università di Newcastle, in Inghilterra. È noto soprattutto per il suo esperimento "Hole in the Wall", ed è ampiamente citato in opere di alfabetizzazione e istruzione.

## Biografia
Mitra è nato in una famiglia bengalese a Calcutta, India, il 12 febbraio 1952. Dopo aver conseguito un dottorato di ricerca in Fisica dello Stato Solido presso l'Indian Institute of Technology (IIT), Delhi, durante il quale ha pubblicato diversi articoli sui semiconduttori organici, ha continuato ad effettuare ricerche sulla tecnologia delle batterie presso il Centre for Energy Studies dell'IIT e successivamente presso la Technische Universität di Vienna. Ha pubblicato un articolo su una batteria allo zinco-cloro e un documento  sul perché gli organi del senso umano si trovano dove si trovano. 
Ha poi lavorato alla creazione di computer in rete e ha creato l'industria delle "Pagine Gialle" in India e Bangladesh. 
Sugata Mitra ha condotto un esperimento sociale che consisteva nel mettere a disposizione un computer con connessione internet in un luogo pubblico situato in una baraccopoli dell'India. L'esperimento ha dimostrato che i bambini hanno iniziato ad apprendere l'uso di tale dispositivo informatico senza l'ausilio di alcun insegnante. Questo approccio didattico è stato definito come "Minimally Invasive Education". Il test è stato avviato i altre zone del Paese, per quattro anni, e si è visto come i bambini che per prima apprendevano l'uso del computer successivamente insegnassero spontaneamente agli altri.

## Progetti
Ha ideato il progetto "Granny Cloud," con cui un gruppo di insegnanti volontari, ritirati dalla propria attività lavorativa, insegnano attraverso internet a studenti che necessitano di un supporto alla propria formazione.

## Riconoscimenti
Nel 2013, per il progetto "school in the cloud" è stato premiato con il premio TED.